# Point 325
Point 325 ist eine Erhebung auf der Insel Praslin im Inselstaat Seychellen im Indischen Ozean.

## Geographie
Der Hügel ist nach seiner Höhe von 325 m benannt. Er liegt in der Mitte der Insel zwischen Mont Azore im Südosten und Grand Fond im Nordwesten oberhalb der Anse Possession.